# در جستجوی قحطی
در جستجوی قحطی (به بنگالی: Akaler Shandhaney) فیلمی محصول سال ۱۹۸۲ و به کارگردانی مرینال سن است. در این فیلم بازیگرانی همچون دریتیمان چاترجی، اسمیتا پاتیل، گیتا سن، راجن طرفدار، دیپانکار ده ایفای نقش کرده‌اند.